# Diócesis de Kołobrzeg
La diócesis de Kołobrzeg (en latín: Dioecesis Colubregana, en polaco: Diecezja kołobrzeska y en alemán: Bistum Kolberg) fue una circunscripción eclesiástica de la Iglesia católica en Polonia. Fue suprimida de hecho entre 1007 y 1015 al retornar el paganismo en la región. Se trataba de una diócesis latina, sufragánea de la arquidiócesis de Gniezno.

## Territorio y organización
La diócesis extendía su jurisdicción sobre los fieles católicos de rito latino residentes en la Pomerania ocupada o reivindicada por el Ducado de Polonia. 
La sede de la diócesis se encontraba en la ciudad de Kołobrzeg.

## Historia
La diócesis de Kołobrzeg fue erigida en el año 1000 como resultado de los acuerdos celebrados en el llamado Congreso de Gniezno, celebrado el 11 de marzo de 1000 entre el príncipe polaco Boleslao I y el emperador del Sacro Imperio Romano Germánico Otón III. Sobre la base de estas disposiciones, se estableció un arzobispado en Gniezno y obispados en Cracovia, Breslavia y Kołobrzeg (además del obispado ya existente en Poznan). La nueva provincia eclesiástica polaca de Gniezno, que subrayó su independencia, colocó una diócesis para la zona de la costa báltica bajo su jurisdicción, apoyando así la reivindicación polaca de gobernar esta zona. 
El primer obispo de Kołobrzeg fue el alemán Reinbern, quien, según Tietmaro de Merseburgo, destruyó los centros de la fe nativa eslava y limpió el mar de "espíritus malignos" arrojando piedras rociadas con agua bendita. Como los habitantes todavía eran paganos, Reinbern recibió la tarea de obispo misionero. 
Cuando los pomeranos de los alrededores de Kołobrzeg consiguieron sacudirse la supremacía del duque polaco Boleslao I, Reinbern también tuvo que abandonar la zona costera. La fecha es desconocida, pero probablemente entre 1007 y 1013. Este hecho marcó el fin de la diócesis de Kolberg y el regreso de la fe autóctona a Pomerania, lo que condujo a la liquidación real del obispado.
Antes de 1013 Reinbern fue enviado a la Rus de Kiev (o Rutenia) como capellán de la hija de Boleslao, quien entre 1005 y 1012 se casó con Sviatopolk, hijo o hermano de Vladimiro, príncipe de Kiev. En relación con esto se supone que poco antes de este acontecimiento se produjo una reacción pagana en Pomerania, que eliminó el dominio polaco en ese territorio y los inicios de la organización de la Iglesia. La decadencia de la diócesis de Kołobrzeg se remonta al año 1007. En la Rus de Kiev, el obispo, junto con Sviatopolk y su esposa, fue encarcelado después de que el joven príncipe se rebelara contra Vladimiro. Permaneció en prisión hasta su muerte, cuya fecha se desconoce, pero se cree que fue entre 1013 y 1015.
Las investigaciones contemporáneas realizadas por los historiadores suelen vincular la creación de la diócesis de Kruszwica con la caída de la diócesis de Kołobrzeg.
Después de la conquista de Pomerania por Boleslao III, la actividad misionera fue reanudada por el obispo Otón de Bamberg (dos expediciones en 1124 y 1128). En esta situación, la zona de Pomerania pasó a formar parte de la diócesis de Bamberg. Cuando en el año 1140 se reconstruyó la organización de la Iglesia en Pomerania, se estableció la diócesis de Pomerania y se eligió a Wolin como sede del obispado. Permaneció allí hasta 1176, cuando el obispo local se vio obligado a abandonar la ciudad y trasladarse a Cammin, de donde los obispos nunca regresarían.
El 28 de junio de 1972, el papa Pablo VI erigió la diócesis de Koszalin-Kołobrzeg, cuyo nombre hace referencia al primer obispado de Kołobrzeg.

## Episcopologio

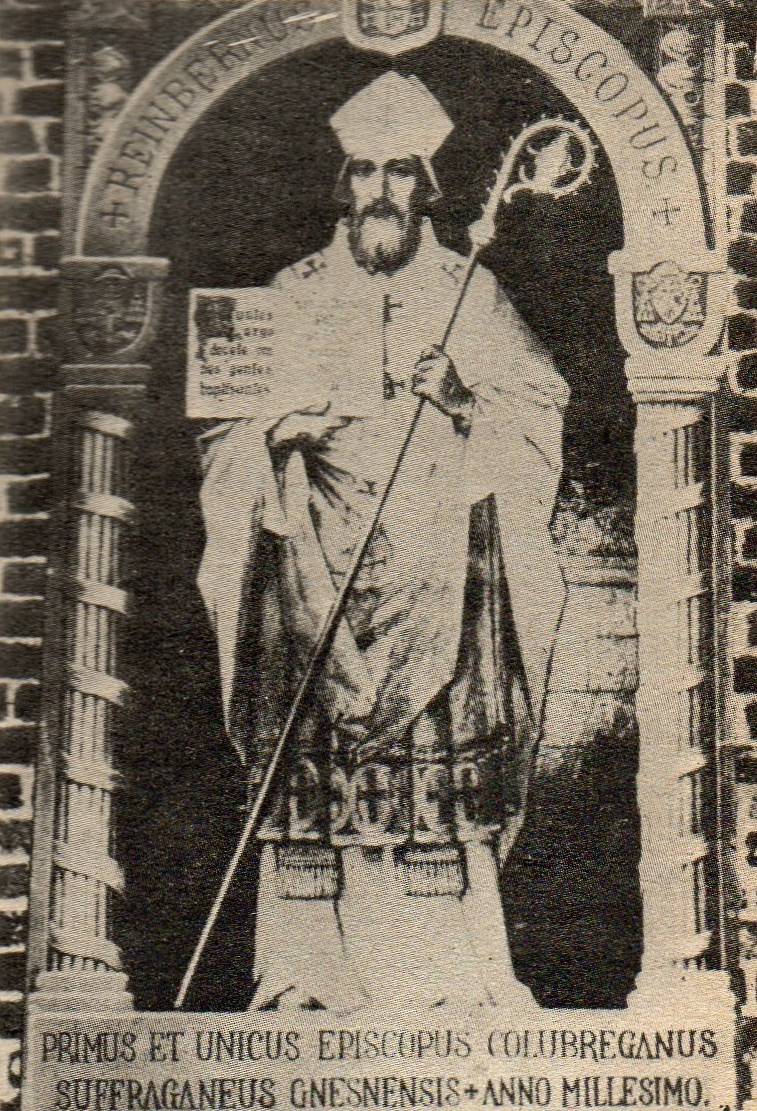
Obispo Reinbern

- Reinbern (1000-entre 1013 y 1015 falleció)